# Papa Onorio IV
Onorio IV, nato Giacomo Savelli (Roma, 1210 circa – Roma, 3 aprile 1287), è stato il 190º papa della Chiesa cattolica dal 1285 alla sua morte.

## Biografia
Giacomo era membro della ricca e influente famiglia dei Savelli. Era infatti figlio del senatore Luca Savelli (podestà di Todi, senatore di Roma e signore di Albano) e della di lui moglie Giovanna Aldobrandeschi dei Conti di Santa Fiora. Era inoltre un pronipote di papa Onorio III.

### Formazione e carriera ecclesiastica
Giacomo studiò all'Università di Parigi e durante quel periodo resse una prebenda e un canonicato della cattedrale di Châlons-en-Champagne. Successivamente ottenne i benefici di rettore alla chiesa di Berton, nella diocesi di Norwich.
Nel 1261 venne nominato cardinale diacono di Santa Maria in Cosmedin dal papa Urbano IV, che lo nominò anche prefetto papale in Toscana e capitano dell'esercito pontificio. Per ordine del papa Clemente IV Giacomo e altri tre cardinali conferirono l'investitura a Carlo d'Angiò, re di Sicilia, il 20 luglio 1265 a Roma. Fu uno dei sei cardinali che elessero con un compromesso il papa Gregorio X, il 1º settembre 1271, a Viterbo.
Nel 1274 accompagnò Gregorio X al concilio di Lione.

#### Conclavi
Il cardinale Giacomo Savelli partecipò ai conclavi:
- Conclave del 1264-1265, che elesse papa Clemente IV
- Conclave del 1268-1271, che elesse papa Gregorio X
- Conclave del luglio 1276, che elesse papa Adriano V
- Conclave del settembre 1276, che elesse papa Giovanni XXI
- Conclave del 1277, che elesse papa Niccolò III
- Conclave del 1280-1281, che elesse papa Martino IV
- Conclave del 1285, che elesse papa egli stesso

mentre mancò a conclave del gennaio 1276 che elesse papa Innocenzo V.

### L'elezione al Soglio
Martino IV morì il 28 marzo 1285 a Perugia. Giacomo Savelli venne unanimemente eletto come suo successore il 2 aprile e prese il nome di Onorio IV. La sua elezione fu una delle più rapide nella storia del papato. Il 20 maggio venne consacrato vescovo e incoronato papa nella basilica di San Pietro a Roma. Onorio era già in età avanzata e così gravemente affetto dalla gotta che non poteva né stare in piedi né camminare. Quando recitava messa era obbligato a sedere su uno sgabello e, al momento dell'elevazione, le sue mani dovevano essere sollevate con l'aiuto di un sistema meccanico.
I romani furono lieti dell'elezione di Onorio IV, in quanto era un loro concittadino e fratello di Pandolfo, senatore romano. Le continue intemperanze, che non avevano permesso a papa Martino IV di risiedere a Roma, cessarono e i romani invitarono Onorio a fare della città la sua residenza permanente. Durante i primi mesi del suo pontificato visse in Vaticano, ma nell'autunno del 1285 si trasferì nel palazzo fortificato che aveva fatto erigere sull'Aventino.

### Il pontificato

#### Relazioni con l'imperatore
Nelle sue relazioni con il Sacro Romano Impero, dove non c'erano da temere ulteriori pericoli a seguito della caduta degli Hohenstaufen, Onorio seguì la via media intrapresa da Gregorio X. Rodolfo I d'Asburgo inviò a Roma il vescovo di Basilea, Heinrich von Neuenburg-Erguel, per richiedere l'incoronazione. Onorio nominò l'inviato arcivescovo di Magonza, fissò la data dell'incoronazione e inviò il cardinale Giovanni Boccamazza in Germania per appoggiare la causa di Rodolfo. Ma l'opposizione generale all'interferenza del papa si mostrò al concilio di Würzburg (16-18 marzo 1287), con energiche proteste, e Rodolfo dovette proteggere il legato pontificio dalla violenza fisica, cosicché i suoi piani (e quelli del papa) fallirono.
Comunque Rodolfo, tenendo fede ai patti stipulati con Gregorio X, riconobbe l'autorità del papa in tutto il territorio pontificio, che comprendeva l'ex esarcato di Ravenna, la contea di Bertinoro e la Pentapoli (ovvero le città di Rimini, Pesaro, Fano, Senigallia e Ancona), la marca di Ancona e il ducato di Spoleto.

#### Il conflitto in Sicilia
Le questioni siciliane richiesero l'immediata attenzione di Onorio. In precedenza, sotto Martino IV, i siciliani avevano rifiutato l'autorità del papa detronizzando Carlo d'Angiò e scegliendo Pietro III d'Aragona come loro re, senza il consenso né l'approvazione del pontefice.
La rivoluzione del 31 marzo 1282, nota come vespri siciliani, aveva precluso ogni riconciliazione con Martino IV. Egli aveva posto un interdetto sulla Sicilia e su Pietro, il quale venne privato anche del suo regno d'Aragona, che venne affidato a Carlo di Valois, il figlio del re Filippo III di Francia. Martino, inoltre, assistette Carlo d'Angiò nei suoi tentativi di riprendere la Sicilia con la forza delle armi. I siciliani non solo respinsero gli attacchi di Carlo, ma catturarono anche suo figlio, Carlo di Salerno. Il 6 gennaio 1285 Carlo d'Angiò morì, lasciando il suo figlio prigioniero come successore naturale.
Tali erano le condizioni in Sicilia quando Onorio IV ascese al trono papale. Egli era molto più incline alla pace di Martino IV, ma non rinunciò alle pretese della Chiesa e della Casa d'Angiò sulla corona siciliana, né tolse la severa punizione ecclesiastica imposta sulla Sicilia.
D'altra parte non approvava il governo tirannico al quale i siciliani erano stati sottoposti da Carlo d'Angiò. Questo risulta evidente dalla sua saggia legislazione, così come viene incarnata dalla sua costituzione del 17 settembre 1285. In questa costituzione egli dichiara che nessun governo può prosperare se non è fondato sulla giustizia e la pace, e promulgava 45 ordinanze, intese principalmente a proteggere le genti di Sicilia contro il loro re e i loro ufficiali.
La morte di Pietro III, avvenuta l'11 novembre 1285, cambiò in qualche modo la situazione in Sicilia. Gli succedettero i suoi due figli; Alfonso e Giacomo; il primo come re d'Aragona, il secondo come re di Sicilia. Onorio IV, naturalmente, non riconobbe nessuno dei due. L'11 aprile 1286 scomunicò solennemente Giacomo di Sicilia e i vescovi che avevano preso parte alla sua incoronazione a Palermo, il 2 febbraio 1286; ma né il re né i vescovi se ne preoccuparono. Il re inviò addirittura una flotta ostile sulla costa romana e distrusse con il fuoco la città di Astura.
Carlo di Salerno, il legittimo re di Sicilia, che era ancora prigioniero dei siciliani, si stancò della sua condizione e firmò un contratto il 27 febbraio 1287, nel quale rinunciava alle sue pretese al regno di Sicilia in favore di Giacomo d'Aragona e dei suoi discendenti. Onorio IV, comunque, dichiarò nullo il contratto e vietò tutti i futuri accordi simili.
Mentre Onorio IV fu inesorabile nella posizione presa nei confronti della Sicilia e del suo re auto-imposto le sue relazioni nei confronti di Alfonso d'Aragona divennero meno ostili. Tramite gli sforzi del re Edoardo I d'Inghilterra i due diedero il via ai negoziati di pace. Il papa comunque non visse abbastanza a lungo da portarli a termine, ma si giunse a una soluzione pacifica della questione aragonese, così come di quella siciliana, nel 1302, sotto Bonifacio VIII.

#### Governo della Chiesa

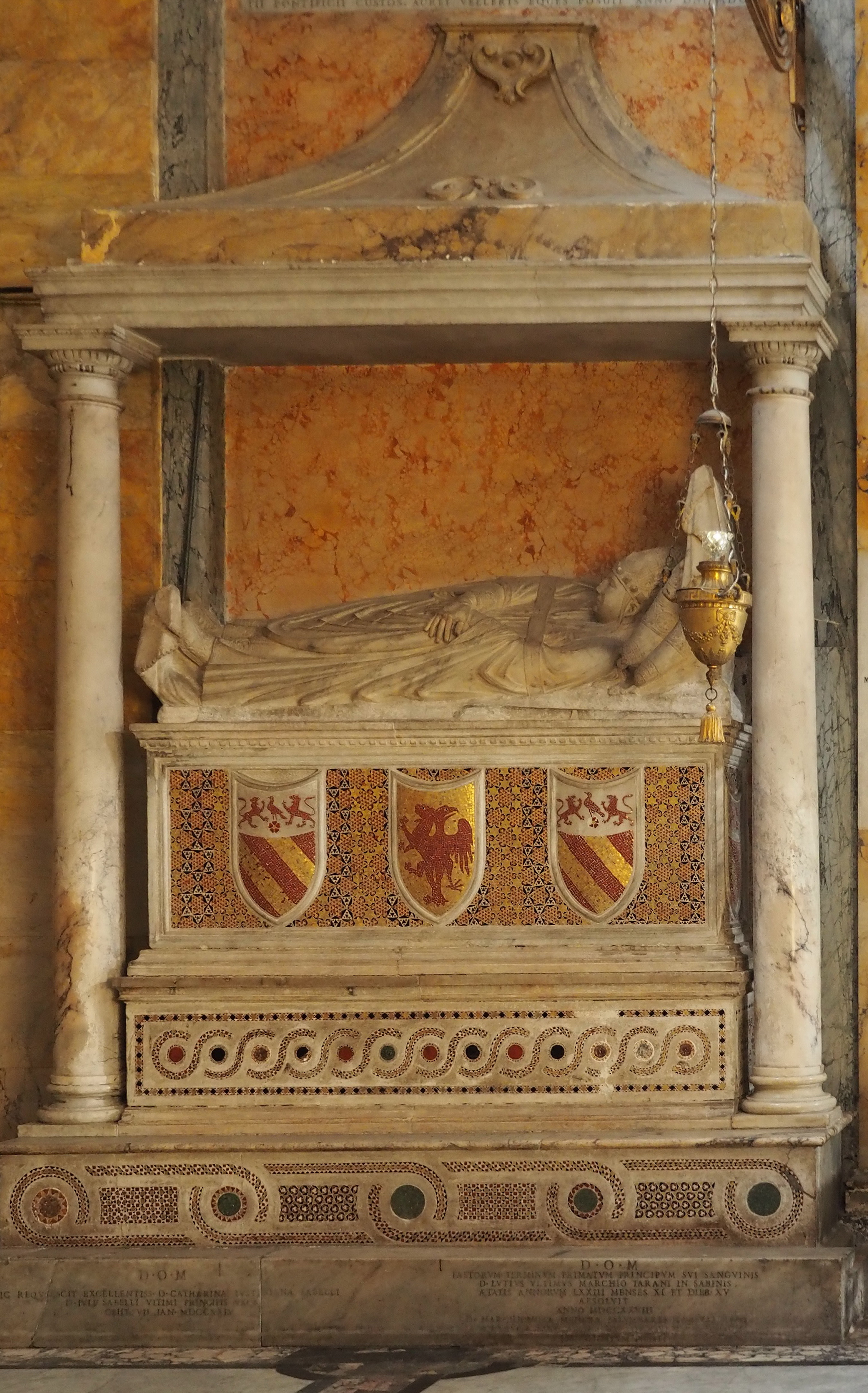
Roma, Basilica di Santa Maria in Aracoeli, monumento funebre per Giovanna Aldobrandeschi con statua di Papa Onorio IV

Onorio IV ereditò i piani per un'altra Crociata, ma gradualmente si disinteressò di questo progetto ereditato da Gregorio X e si limitò a raccogliere le decime imposte dal concilio di Lione (1274), accordandosi con le grandi banche di Firenze, Siena e Pistoia perché agissero come sue agenti. I fondi raccolti per finanziare la crociata furono usati, invece, per realizzare gli obiettivi politici della curia, come la guerra con l'Aragona e il ritorno della Sicilia sotto il potere degli Angioini, operazioni che furono chiamate "crociate". Nessun corso quindi dette alle generose proposte di alleanza degli Ilkhanidi mongoli di Persia contro i Mamelucchi d'Egitto e alla promessa che la Terrasanta e Gerusalemme tornassero in mani cristiane, avanzata con ambascerie ad hoc da parte di Arghun, che fece passi significativi, parimenti inutili, con il re di Francia Filippo.
I due più grandi ordini religiosi dell'epoca, i domenicani e i francescani, ricevettero molti nuovi privilegi da Onorio IV, documentati nel suo Regesta. Egli spesso ne incaricava i membri per missioni speciali o ai vescovati dando loro, inoltre, l'incarico esclusivo dell'Inquisizione. Nominò tra le loro file anche diversi vescovi, cosa che dimostrava quanto fosse un appassionato sostenitore degli ordini religiosi.
Onorio approvò, inoltre, i privilegi dell'ordine carmelitano e di quello degli eremiti agostiniani, permettendo ai primi di cambiare il loro abito a strisce con uno bianco. Era anche particolarmente devoto dei Guglielmiti e concesse loro numerosi privilegi, oltre a quelli che essi avevano già ricevuto da Alessandro IV e Urbano IV. Oltre a affidare loro alcuni monasteri Benedettini abbandonati concesse loro il monastero di San Paolo ad Albano, che era stato fondato da Onorio stesso e riccamente dotato quando egli era ancora cardinale.
L'11 marzo 1286 Onorio condannò come eretici, con la bolla Olim felicis recordationis, i "Fratelli Apostolici", una setta che predicava idee estremiste sulla povertà evangelica, fondata da Gherardo Segarelli a Parma nel 1260.
Salimbene, il cronista di Parma, affermò che Onorio era un nemico degli ordini religiosi.
Ai tempi dell'Università di Parigi egli sostenne la fondazione di cattedre per le lingue orientali, allo scopo di dare l'opportunità di studiarle a chi aveva voluto adoperarsi per la conversione dei musulmani e per la riunificazione delle Chiese scismatiche d'oriente.

#### Governo dello Stato Pontificio
Roma e lo Stato della Chiesa godettero di un periodo di tranquillità sotto il pontificato di Onorio IV, cosa che non accadeva da diversi anni. Onorio ebbe la soddisfazione di ridimensionare il più potente e ostinato nemico dell'autorità papale, il conte Guido da Montefeltro, che per molti anni aveva resistito alle truppe pontificie.

#### Concistori per la creazione di nuovi cardinali
Papa Onorio IV durante il suo pontificato ha creato un solo cardinale su cui si hanno notizie documentarie certe.

## Genealogia episcopale
La genealogia episcopale è:
- Cardinale Latino Malabranca Orsini, O.P.
- Papa Onorio IV